# Live: Manchester and Dublin
| Críticas profissionais | Críticas profissionais |
| Avaliações da crítica  | Avaliações da crítica  |
| Fonte                  | Avaliação              |
| ---------------------- | ---------------------- |
| Allmusic               | [ 1 ]                  |

Live: Manchester and Dublin é o primeiro álbum ao vivo da dupla de violonistas mexicanos Rodrigo y Gabriela.

## O álbum
- Faixas 1-4 gravadas na cidade de Manchester-UK, no Manchester Academy, nos dias 2 e 12 de Fevereiro de 2004.
- Faixas 5-8 gravadas na cidade de Dublin, Irlanda, na Christ Church Cathedral no dia 2 de Dezembro de 2003.

- Faixa 1 termina com uma referência ao encerramento de "Fight Fire with Fire".
- Faixa 4 contém um excerto de "Seven Nation Army".
- Faixa 5 contém excertos de "Master of Puppets" e de "Mediterranean Sundance/Rio Ancho" de Al Di Meola e Paco De Lucia.
- Faixa 7 coemça com um excerto de "Dirty Window" e termina com referências a "Of Wolf and Man".
- Faixa 8 tem 1 minuto de silêncio no minuto 5:05;

- O álbum teve certificação de platina na Irlanda.[2]

### Faixas
| N.º            | Título             | Compositor(es)                             | Duração |  |
| 1.             | "Foc"              | Rodrigo y Gabriela                         | 6:50    |  |
| 2.             | "Hola"             | Rodrigo y Gabriela                         | 0:53    |  |
| 3.             | "One/Take Five"    | James Hetfield, Lars Ulrich / Paul Desmond | 6:48    |  |
| 4.             | "Mr Tang"          | Rodrigo y Gabriela                         | 3:39    |  |
| 5.             | "Paris"            | Rodrigo y Gabriela                         | 3:52    |  |
| 6.             | "Libertango"       | Ástor Piazzolla                            | 3:14    |  |
| 7.             | "Capitan Casanova" | Rodrigo y Gabriela                         | 4:00    |  |
| 8.             | "One"              | James Hetfield, Lars Ulrich                | 7:58    |  |
| Duração total: | Duração total:     | Duração total:                             | 39:21   |  |

### Músicos
- Rodrigo Sánchez – violão
- Gabriela Quintero – violão

#### Convidados
- Zoë Conway – violino nas faixas 5–8, vocais na faixa 8.
- Ruth O'Leary – violino nas faixas 7–8.

## Vendas e certificações
| Ano  | País    | Empresa | Certificação | Vendas  | Ref.  |
| ---- | ------- | ------- | ------------ | ------- | ----- |
| 2005 | Irlanda | IRMA    | Gold         | 7.500+  | [ 3 ] |
| 2006 | Irlanda | IRMA    | Platina      | 15.000+ | [ 2 ] |